# Amphiprion percula

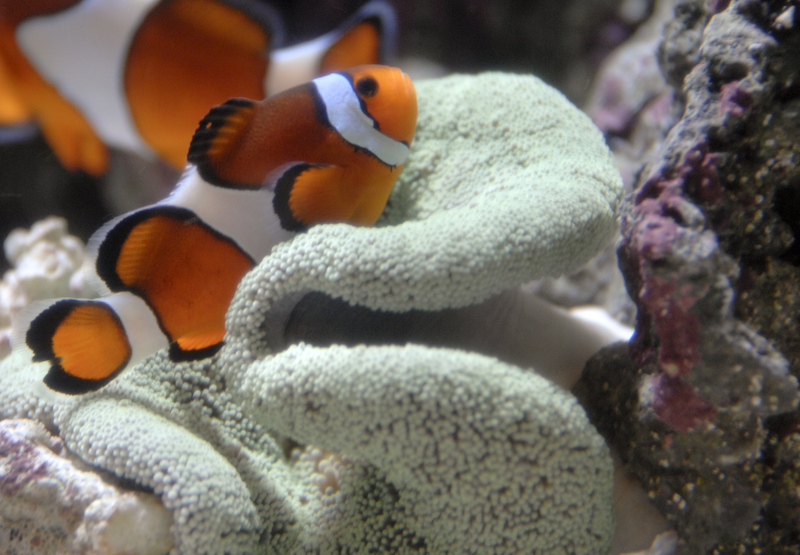
Un Amphiprion percula arrecerat en una anemone de mar

Amphiprion percula és una espècie de peix de la família dels pomacèntrids i de l'ordre dels perciformes.

## Morfologia
- Les femelles poden assolir 11 cm de llargària total.[3][4]

## Hàbitat
Viu en zones de clima tropical (6°S-26°S, 141°E-155°E), associat als esculls de corall, a 1-15 m de fondària i en simbiosi amb les anemones Heteractis crispa, Heteractis magnifica i Stichodactyla gigantea.

## Distribució geogràfica
Es troba a l'oest de l'oceà Pacífic: Queensland i Melanèsia (incloent-hi el nord de la Gran Barrera de Corall), el nord de Nova Guinea, Nova Bretanya, Salomó i Vanuatu.

## Observacions
Es pot criar en captivitat.